# Rosapelikan

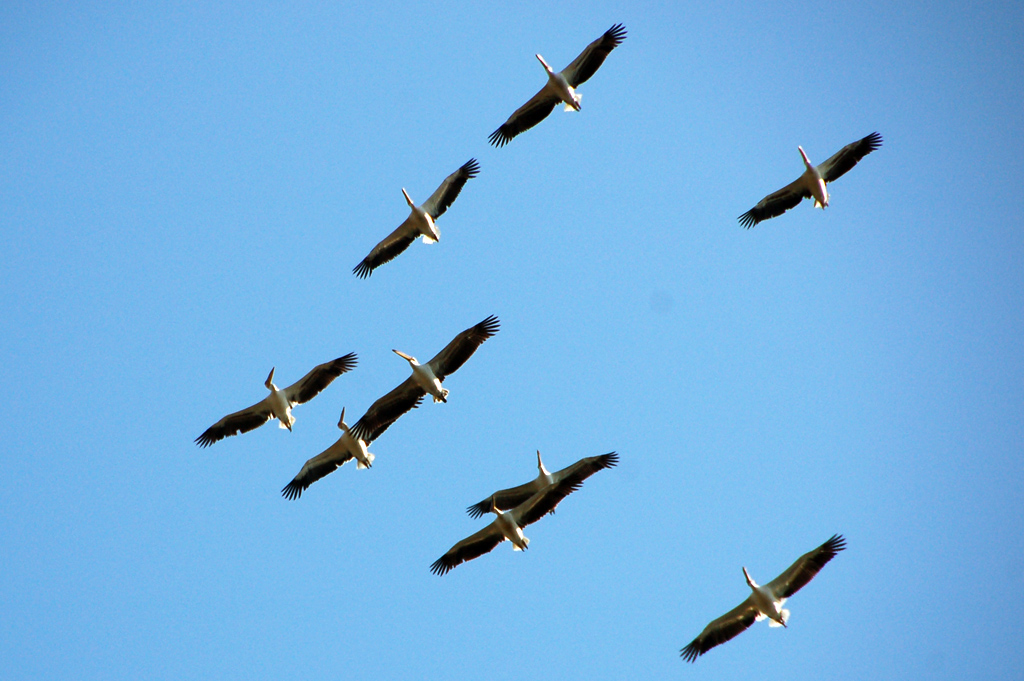
Fliegende Rosapelikane. Die Flügelspannweite liegt um die drei Meter.

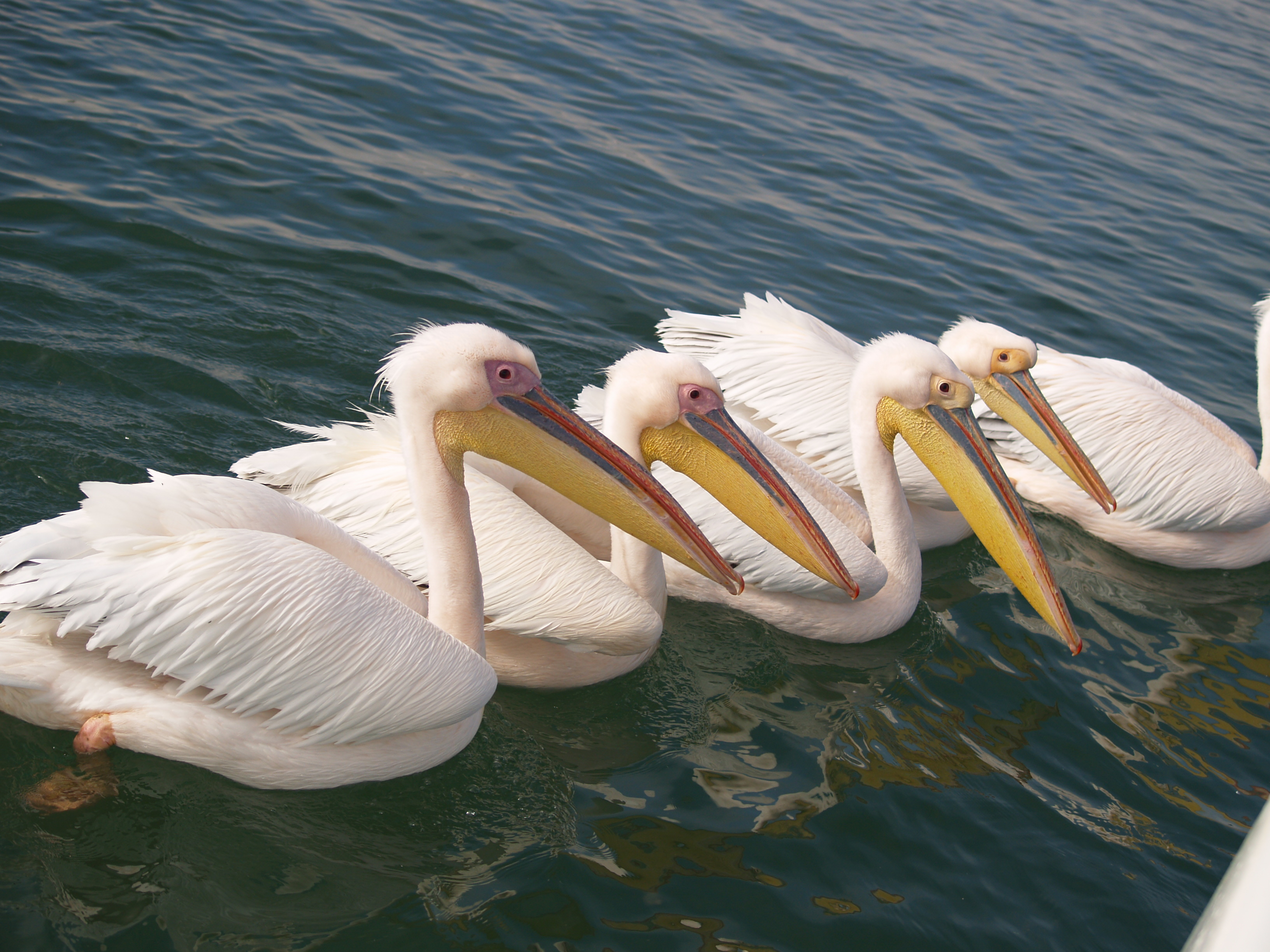
Schwimmende Rosapelikane in Namibia. Vorne ein Paar mit der außerhalb der Brutzeit typischen rosa Gesichtsfärbung, dahinter ein Paar mit dem zu Beginn der Brutzeit ausgeprägten Stirnhöcker – beim Männchen (vorne) ist die Gesichtshaut hellgelb, beim Weibchen (hinten) eher orange. Weibchen haben insgesamt kürzere Schnäbel und sind kleiner.

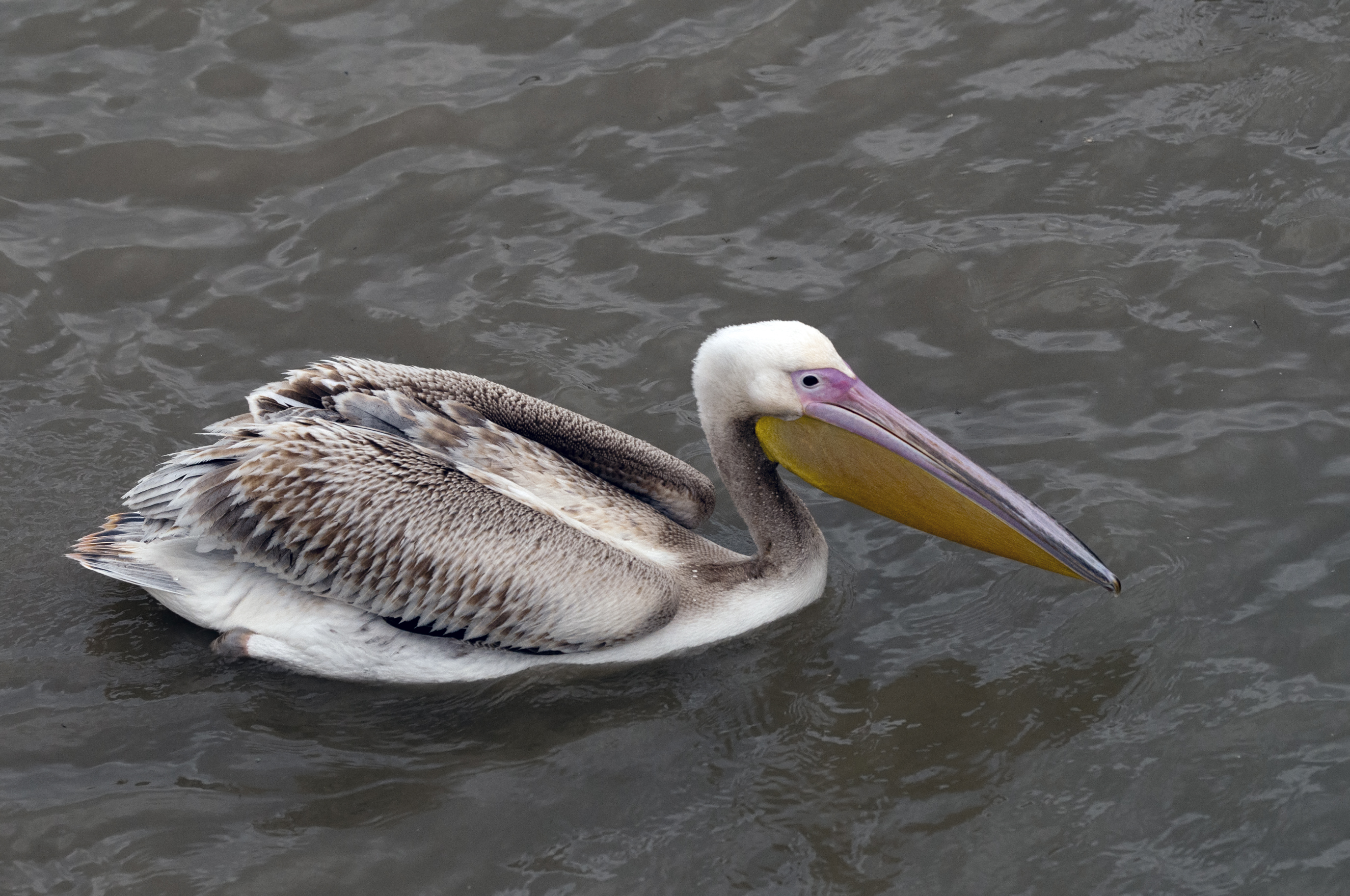
Immaturer Rosapelikan, vermutlich im zweiten Kalenderjahr

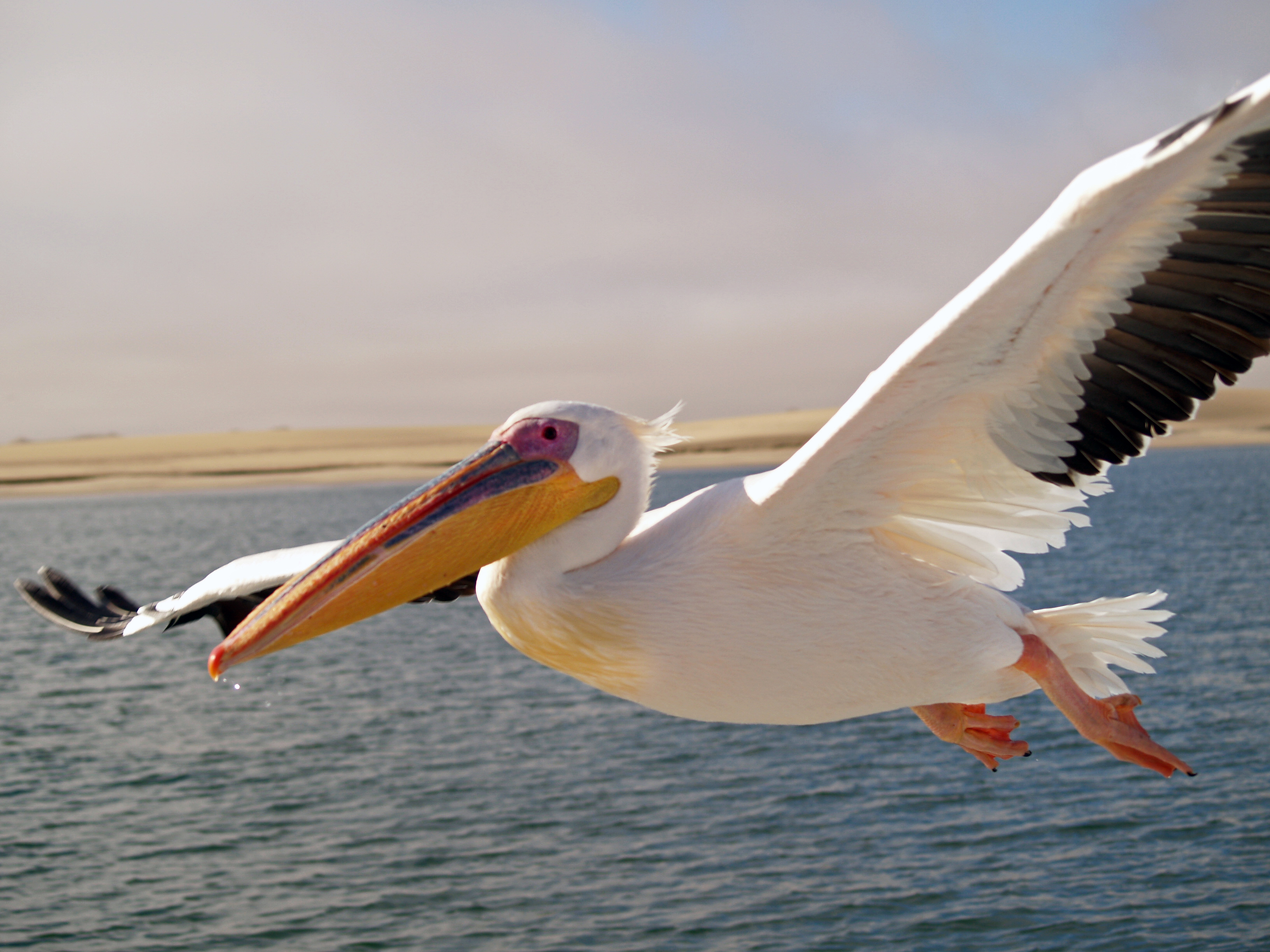
Rosapelikan im Flug

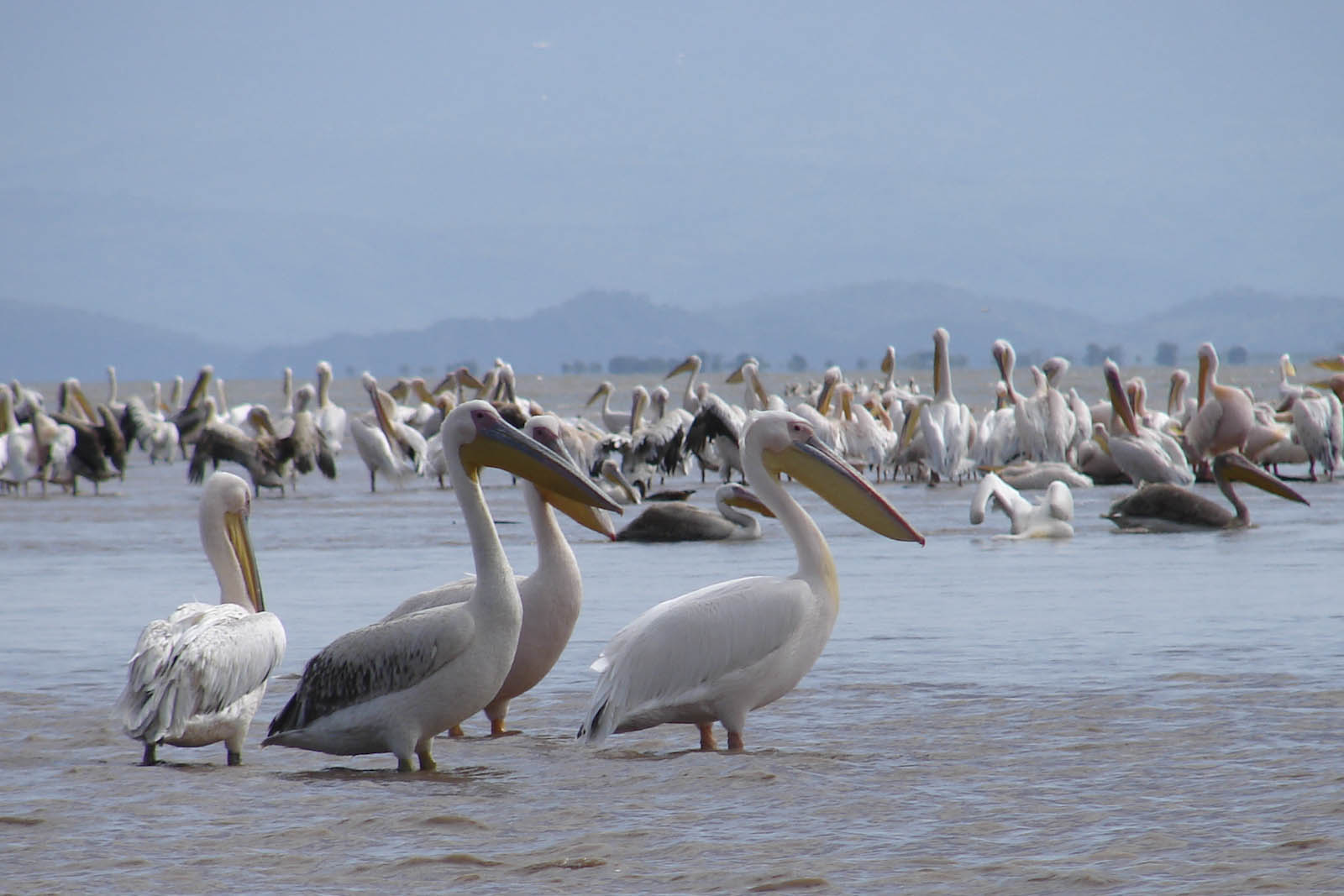
Ansammlung von Rosapelikanen am Chamosee in Äthiopien. Am etwa 250 km weiter nördlich gelegenen Shala-See befindet sich mit etwa 10.000 Brutpaaren eine der größten Kolonien.

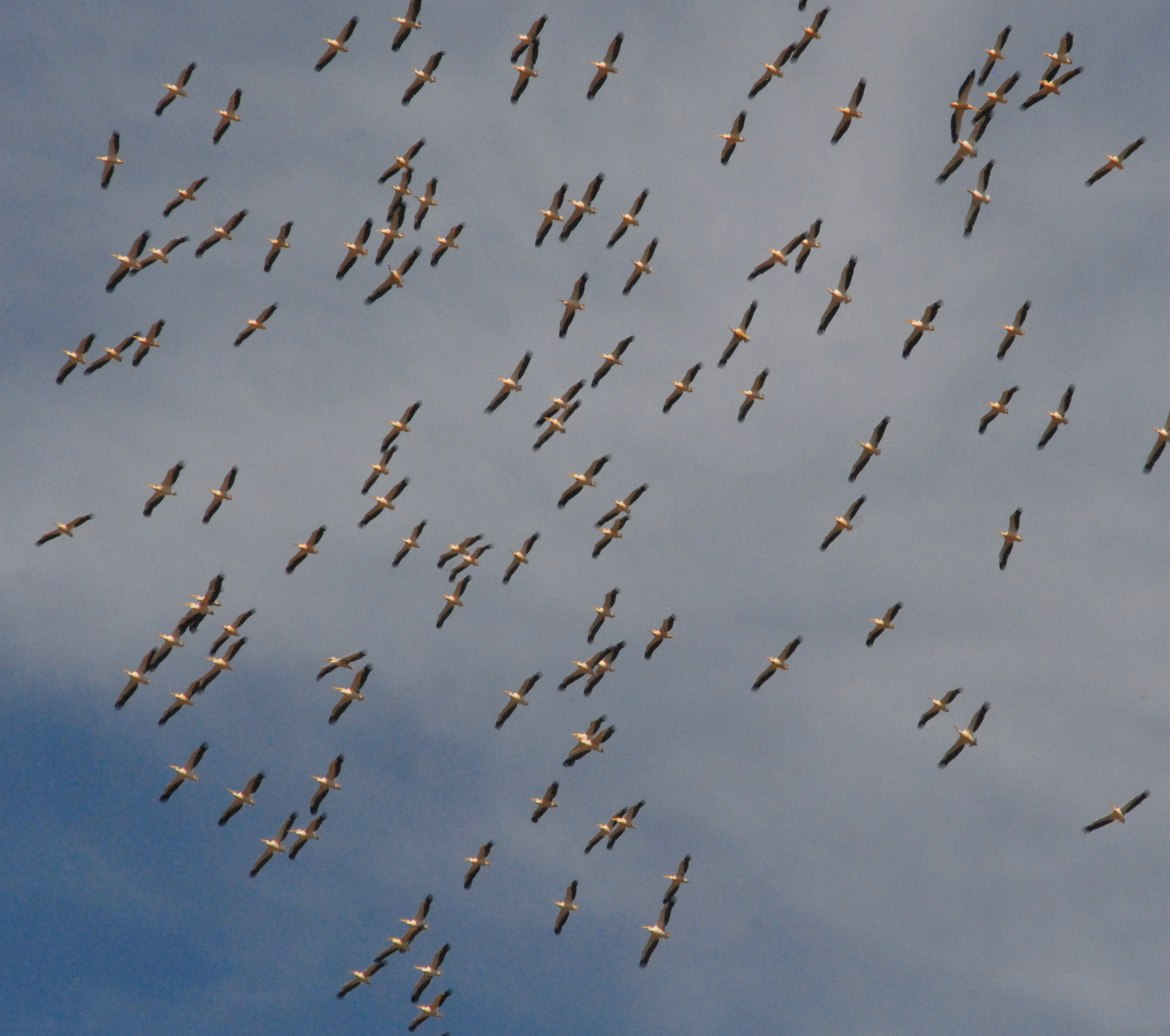
Die nördlichen Populationen ziehen südwestwärts und überwintern in Afrika. Große Mengen an ziehenden Rosapelikanen sind im Frühjahr und Herbst dann beispielsweise in Israel festzustellen.

Der Rosapelikan (Pelecanus onocrotalus) ist eine Vogelart aus der Familie der Pelikane. Da die Art in großen Kolonien an Seen und Flüssen oder Küsteninseln und Lagunen brütet, liegen die Brutvorkommen sehr zerstreut. Sie reichen von Südosteuropa über Kleinasien bis nach Zentralasien und zum Westrand des Indischen Subkontinents sowie über ganz Subsahara-Afrika. Außerhalb der Brutzeit ist die Art sehr viel großflächiger verbreitet. Die nördlichen Populationen überwintern vorwiegend in Afrika, die asiatischen zum Teil auch in Pakistan. In Afrika ist die Art Stand- oder Strichvogel.

## Beschreibung
Der Rosapelikan gehört zu den größten Arten der Gattung und ist merklich größer als ein Höckerschwan. Die Flügelspannweite beträgt zwischen 226 und 360 cm. Männchen erreichen eine Körperlänge von 175 cm und ein Gewicht von 9 bis 15 kg. Weibchen werden durchschnittlich 148 cm lang und 5,4 bis 9 kg schwer und sind proportional kurzschnäbeliger als Männchen.
Der Schnabel adulter Vögel, der bei Männchen zwischen 347 und 471 mm, bei Weibchen zwischen 289 und 400 mm misst, ist an First und Basis bläulich grau. Die Oberschnabelseiten sind grob hornig geschuppt und unregelmäßig rötlich-blaugrau, die Kanten oft intensiv rötlich gefärbt. Die übrigen Teile sind gelb; der Nagel ist rot. Der Kehlsack ist blassgelb bis dottergelb und vor der Brutzeit durch hervortretende Adern intensiv chromgelb bis rötlich gelb. Die nackte Partie um das Auge ist außerhalb der Brutzeit weißlich, rosa oder fleischfarben gefärbt. Sie gibt der Art ein „clownartiges“ Gesicht. Zu Beginn der Brutzeit bildet sich ein Stirnhöcker. Die umliegende Haut ist dann bei Männchen hell gelblich, bei Weibchen hell orange. Die Iris ist rot- bis dunkelbraun.
Das Gefieder ist überwiegend weiß und zeigt in frisch vermausertem Zustand im Oktober einen rosa Anflug, der dann jedoch meist nachlässt. Die Scheitelfedern sind zu Beginn der Brutzeit zu einem bis zu 14 cm langen Schopf verlängert, der bei Weibchen jedoch kürzer ist. Ihr Ansatz läuft an der Stirn zum Schnabel hin keilförmig zu, die Augenpartie ist unbefiedert. Die Federn am Kropf sind spitz und versteift. Der vordere Halsansatz ist zur Brutzeit oft gelblich, seltener bis hin zu rostrot gefärbt. Die Handschwingen sind schwarzbraun mit an der Basis weißem Schaft sowie bisweilen heller Spitze und schmalem, hellem Saum. Die äußeren und mittleren Armschwingen sind aschgrau mit schwärzlicher Innenfahne und breit weißer Außenfahne. Die inneren Armschwingen sind weiß mit schmalem schwarzen Randstreif. Alula und große Handdecken sind schwarz, die übrigen Oberflügeldecken, die Unterflügeldecken, Schirm- und Steuerfedern weiß.
Beine und Füße sind blass fleischfarben bis lebhaft rosa, zur Brutzeit jedoch fleischfarben gelb bis orange mit rosa bis karminrotem Anflug vor allem an Lauf und Zehenrücken.

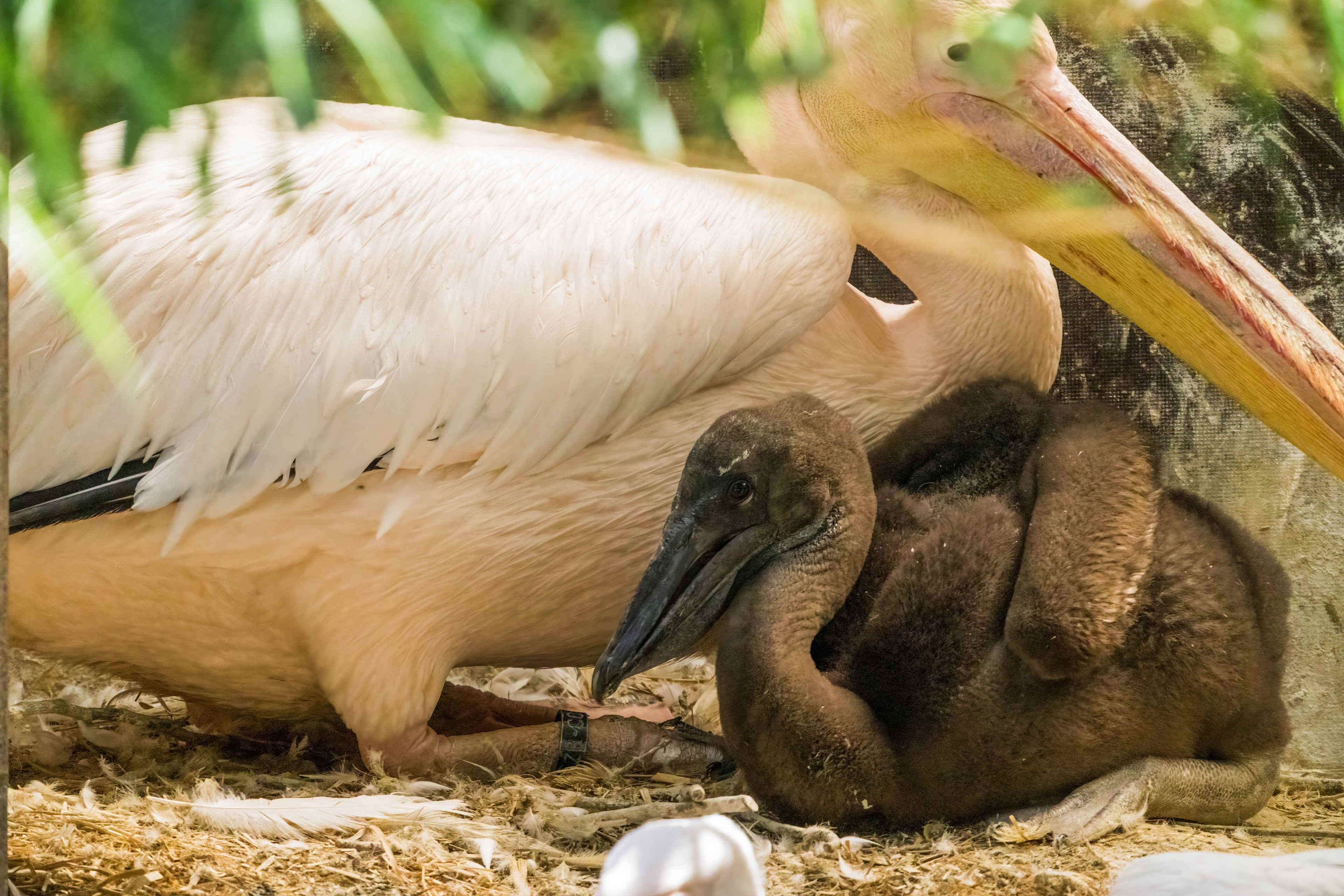
Rosapelikan mit Jungtier

Vögel im Jugendkleid sind überwiegend bräunlich gefärbt. Schnabel, Kehlsack und nackte Augenpartie sind hornfarben grau bis dunkelgrau. Die Oberseite ist überwiegend mattbraun gefärbt. Die Unterseite ist heller und zur Bauchmitte und den Unterschwanzdecken hin aufgehellt. Vor allem der hintere Hals und die Oberflügeldecken sind dunkel erdbraun. Schulter- und Flügeldeckfedern sind zum Teil heller bespitzt. Große Armdecken und Schirmfedern können einen silbrigen Glanz aufweisen. Die Schwingen sind schwarzbraun. Die Oberschwanzdecken und Steuerfedern sind graubraun bis schwärzlich, können silbrig glänzen und zeigen teils einen hellen Saum. Die Unterflügeldecken sind überwiegend schmutzigweiß mit einem dunklen Band, das mittig über den Flügel läuft. Beine und Füße sind schmutziggrau bis gräulich hornfarben.
Im ersten Jahreskleid kommen – vor allem auf der Oberseite – bereits viele weiße Federn durch. Später ähneln die Vögel adulten Individuen außerhalb der Brutzeit, haben jedoch noch braune Oberflügeldecken mit hellen Spitzensäumen. Die nackten Hautpartien nähern sich schrittweise – zunächst an Kehlsack und Augenpartie ersichtlich – dem Adultkleid an. Vögeln im zweiten Jahreskleid fehlen oft lediglich noch der verlängerte Schopf, die versteiften Federn am Kropf und der rosa Anflug.

## Stimme
Da Pelikane keine Stimmkopfmuskeln haben, ist ihr stimmliches Repertoire auf grunzend-stöhnende Laute (Hörbeispiel) beschränkt. Außerhalb der Brutkolonie sind diese selten zu hören, in Kolonien geht es jedoch sehr laut zu. Hier werden von Altvögeln Balz- und Aggressionslaute, von den Jungvögel Bettelrufe geäußert, die höher sind als die Laute der Altvögel und etwa wie rö-rö klingen (Hörbeispiel, Klangkulisse im Hintergrund).

## Verbreitung und Bestand

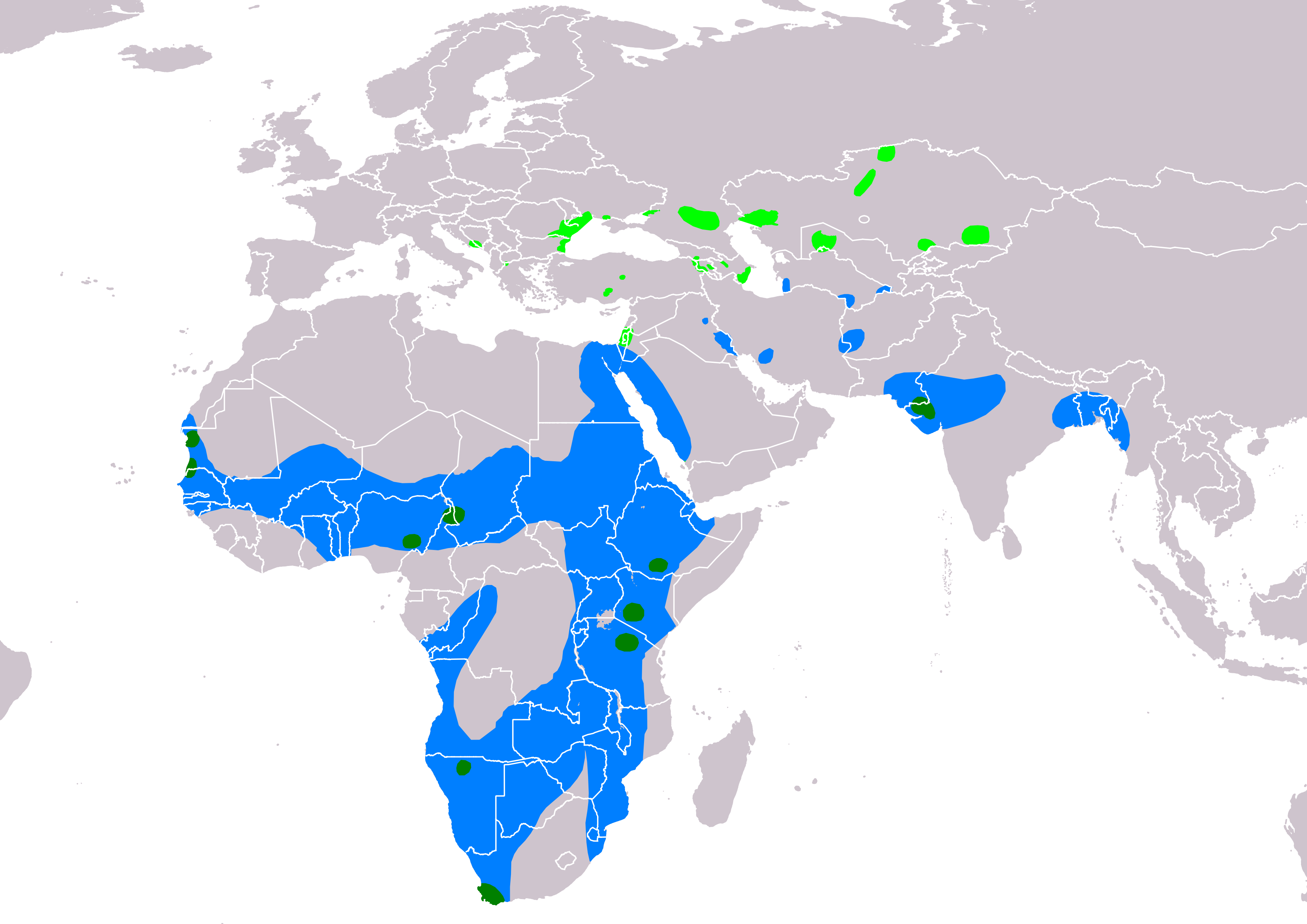
Verbreitungsgebiete des Rosapelikans
(grün = Brutgebiete, dunkelgrün = ganzjähriges Vorkommen, blau = Überwinterungsgebiete)

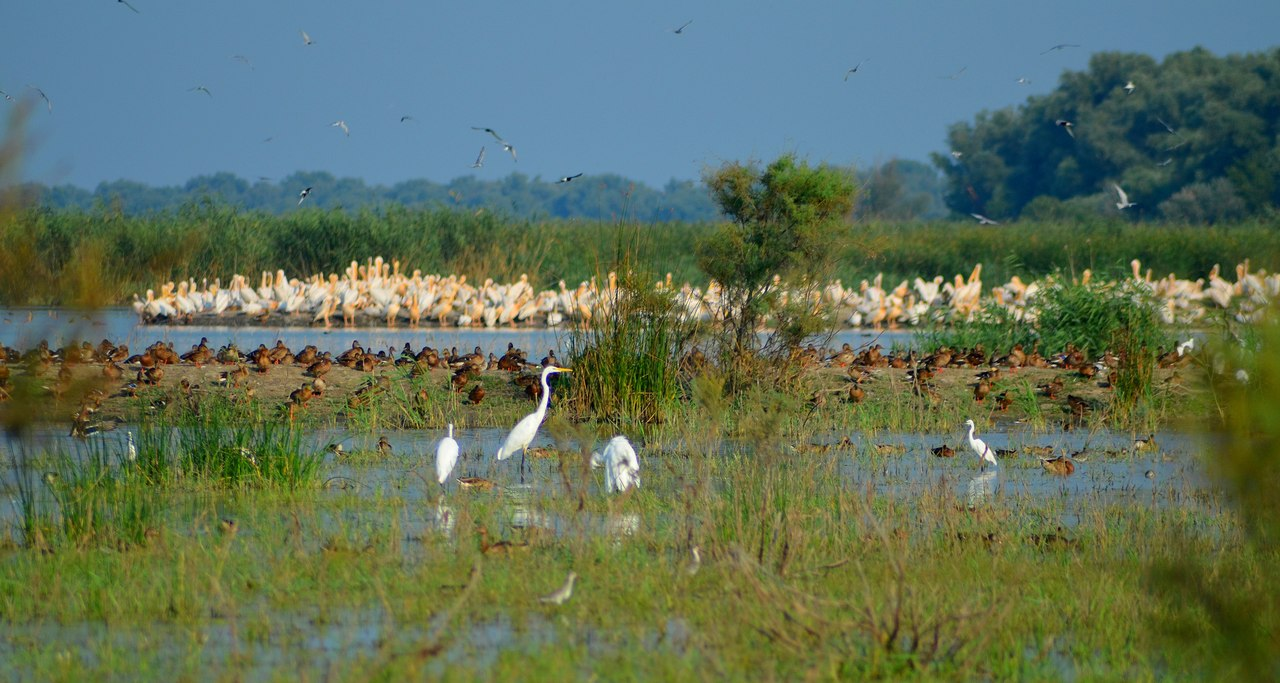
Das größte europäische Brutvorkommen liegt im Donaudelta

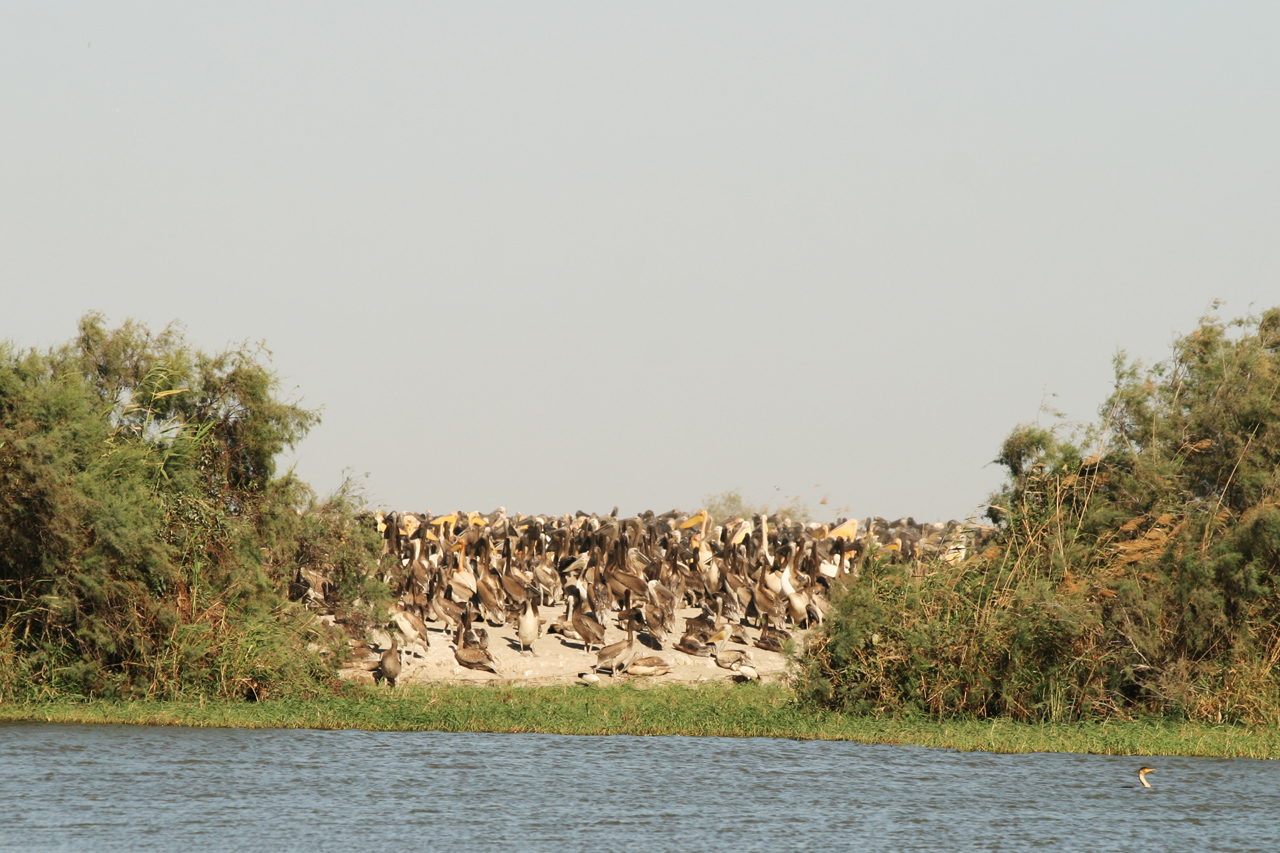
Rosapelikane brüten oft auf flachen Küsten- oder Flussinseln wie hier im senegalesischen Nationalpark Djoudj

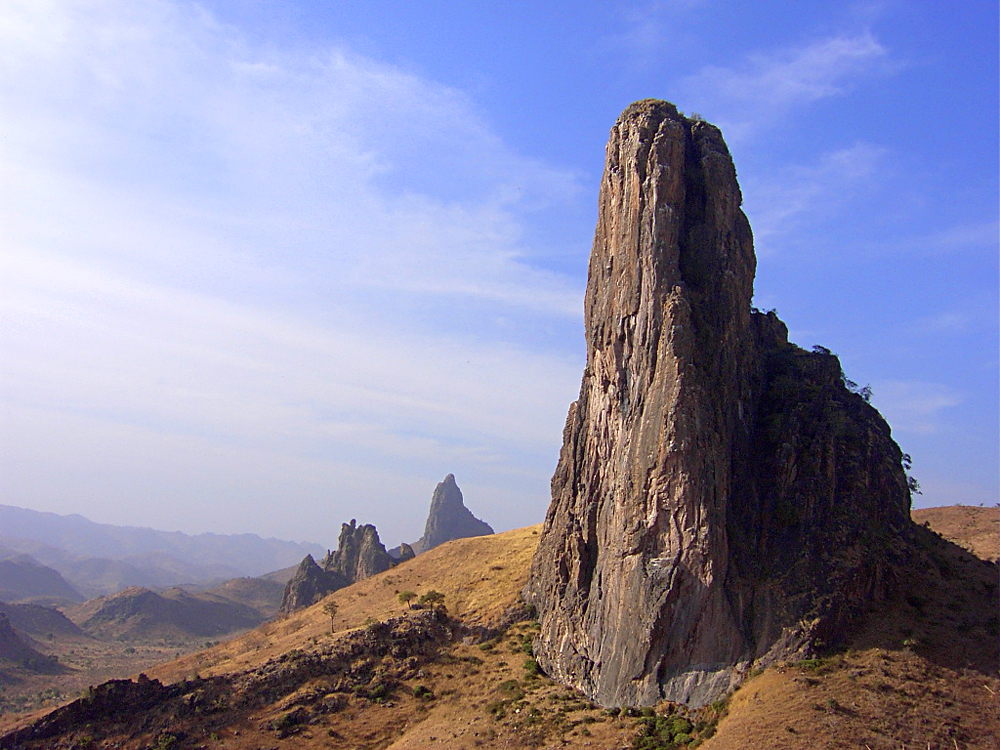
In Afrika brütet die Art auch an weit von den Nahrungsgründen gelegenen Inselbergen wie beispielsweise im Mandara-Gebirge im Norden Kameruns

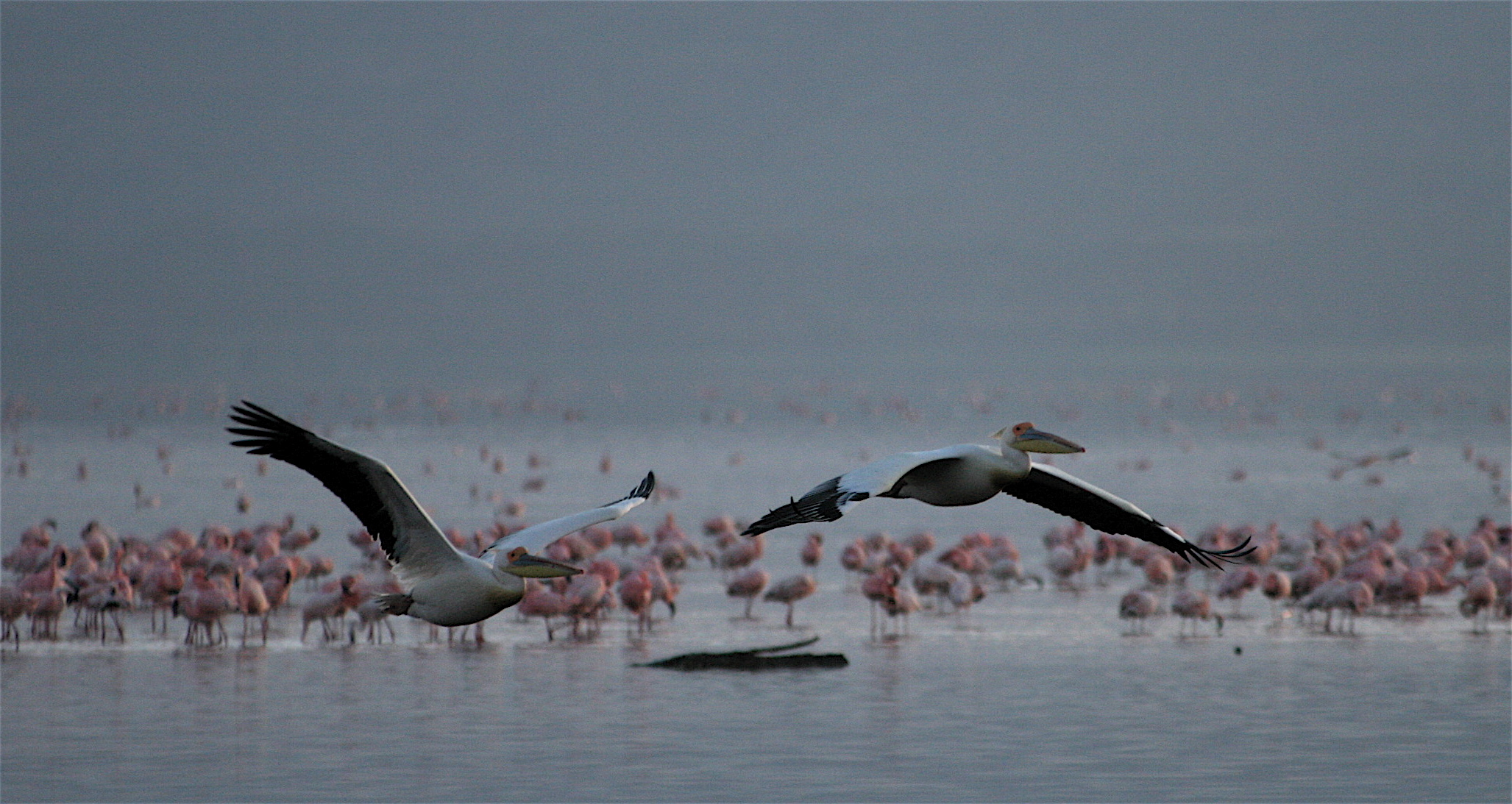
Zwei Rosapelikane am Nakurusee

Da der Rosapelikan meist nur in sehr großen Kolonien brütet, liegen die Brutvorkommen sehr zerstreut. Die Verbreitung reicht zum einen von Südosteuropa über Klein- und Mittelasien bis etwa zum Indischen Bundesstaat Gujarat. Der paläarktische Bestand wird etwa auf 7345 bis 10500 Brutpaare (BP) in etwa 25 Kolonien geschätzt. Das Gros der Population ist jedoch in Subsahara-Afrika beheimatet, wo die mittlere Populationsgröße auf bis zu 75000 BP geschätzt wird. Die Art ist weltweit nicht bedroht, jedoch hat der Bestand in der Paläarktis über das vergangene Jahrhundert dramatisch abgenommen.

### Eurasien
In Europa brütet der Rosapelikan noch zahlreich im Donaudelta in Rumänien. 2009 fanden sich dort zwei große Kolonien mit insgesamt 4100 bis 4480 BP. In Griechenland gibt es eine Kolonie am Kleinen Prespasee, wo in den Jahren von 2000 bis 2010 zwischen 258 und 806 BP gezählt wurden. Brutvorkommen in Ungarn, Bulgarien und verschiedenen Balkanstaaten sind aufgrund von Trockenlegungen oder anderen Lebensraumveränderungen erloschen.
In der Ukraine finden sich in der Tendra-Bucht (Orlow-Insel, Potiewski-Insel) nahe der Dnjepr-Mündung ins Schwarze Meer etwa 210 BP (2012). In Russland gibt oder gab es Brutvorkommen auf den Inseln im Manytsch-Gudilo-See (1997: 50–60 BP).
Kasachstan beherbergt etwa acht bis neun Kolonien: Am Balchaschsee brüten etwa 1362 Individuen am Flussdelta des Ili, weitere möglicherweise am Alakölsee. Am Turgai fanden sich 2007 473 brütende Individuen. 160–250 BP gibt es im Naturreservat Naurzum, 144–350 BP am Sarykopa-See und 150–320 Individuen am Tengiz-See. 1985 fanden sich 2 Kolonien mit 300 BP am Saissansee. Zwischen 110 und 1000 Paare brüten am Tschuschkakol-See, 150–300 Individuen am Kleinen Aralsee. In Usbekistan finden sich zur Brutzeit 80–300 adulte Individuen (2005) am Zholdyrbas-See, in Turkmenistan wurden in den späten 1980er Jahren 105–430 BP am Sarykamyschsee gezählt.
In der Türkei gab es bis in die 1960er Jahre 8 bis 13 Kolonien, die zum großen Teil Entwässerungsprojekten zum Opfer fielen. 1996 brüteten noch 100 BP am Seyfe Gölü und 1998 2–3 BP am Tuz Gölü. Lange befand sich zudem die einzig verbliebene Kolonie mit 50 BP am Karzachi-See an der Grenze zu Georgien. 2011 wurde jedoch ein Brutvorkommen am Yedikır-Stausee und möglicherweise ein weiteres am Eber Gölü, bekannt.
Im Iran gibt es eine Kolonie am Urmiasee, 1977 gab es dort 1000–1600 BP. Im Irak gibt es möglicherweise weitere Große Kolonien. Und in Pakistan umfasst der Bestand möglicherweise bis zu 20000 BP.

### Afrika
In Afrika liegen die zahlenstärksten Kolonien mit etwa 40.000 Brutpaaren (BP) am Rukwasee in Tansania und mit etwa 10.000 BP am Shala-See in Äthiopien. In Kenia brüten zahlreiche Rosapelikane an den Felsinseln des Elmenteitasees suchen aber zur Nahrungsaufnahme den nahegelegenen Nakurusee auf. Im Juli 1990 waren es dort 27.540 BP. Weitere Kolonien liegen am Ngamisee (2000 BP) oder in den Makgadikgadi-Salzpfannen (1500 BP) in Botswana. Auch in der Etoscha-Pfanne in Namibia brüten in Jahren mit starken Regenfällen Rosapelikane.
Der Westafrikanische Bestand wird allein auf 50000 BP geschätzt, wovon 11.000–17.000 BP auf Mauretanien und den Senegal entfallen. So brütet die Art an der mauretanischen Atlantikküste mit etwa 2100 BP (1987) in Aftout es Sâheli und mit etwa 3080 BP im Nationalpark Banc d’Arguin. Im Senegal brüteten 1982 8500 BP im Nationalpark Djoudj; etwa 6000 BP gibt es in der Kalissaye Avifaunal Reserve. Ferner brütet die Art mancherorts an Steilfelsen im Binnenland. So im Tschad, am Wase Rock in Nigeria oder im Bereich des Mandara-Gebirges in Nord-Kamerun.
In Südafrika haben die Bestände gegen Ende des 20. Jahrhunderts deutlich zugenommen. Am St.-Lucia-See brüten 500–1500 Paare, am Westkap 550 Brutpaare auf Dassen Island und wohl weitere auf Dyer Island sowie Seal Island in der False Bay. In geringen Zahlen brütet die Art auch in der Walvis Bay in Namibia.

## Wanderungen
Während die afrikanischen und südasiatischen Brutpopulationen Stand- oder Strichvögel sind, ziehen die nördlichen Bestände der Paläarktis regelmäßig südwestwärts. Die Brutvögel des Donaudeltas verlassen die Region zwischen September und Anfang November und kehren ab Ende März und im April zurück.
Wie alle Thermiksegler meiden Rosapelikane die Überquerung größerer Wasserflächen und ziehen überwiegend über Landmassen und Meerengen. Viele eurasische Vögel wandern daher über die Türkei und den mittleren Osten nach Afrika, wo zu Beginn des 20. Jahrhunderts riesige Mengen im Nildelta überwinterten. Durch zunehmende Bewirtschaftung, Entwässerungen und Industrialisierung ist diese Region als Winterquartier mittlerweile nahezu ungeeignet. Die Vögel wandern nun weiter in südlicher gelegene Regionen. Wo genau die Winterquartiere liegen, ist unbekannt. Sie werden aber im Bereich des Sudd im Südsudan vermutet.
Auf dem Zug werden an den großen, traditionellen Rastplätzen und Passagen oft Zahlen von Durchzüglern festgestellt, die den paläarktischen Brutbestand deutlich übersteigen. So wurden in den 1980er Jahren auf dem Herbstzug am Burgas-See jährlich zwischen 10.000 und über 26.000, auf dem Durchzug durch Israel mindestens 75.000 und auf dem Frühjahrszug 2008 am Marmarameer nahezu 40.000 Rosapelikane gezählt. Es wird daher vermutet, dass auch große Mengen an Nichtbrütern in der Paläarktis übersommern, da in den afrikanischen Winterquartiere dann sehr ungünstige Bedingungen vorherrschen.
In den meisten Ländern der Paläarktis wurde die Art als Irrgast festgestellt. Bei vielen Beobachtungen handelte es sich zwar um Gefangenschaftsflüchtlinge, jedoch korrelieren Einflüge signifikant mit klimatischen Bedingungen und Jahren mit schlechten Bruterfolgen.

## Lebensraum
Der Rosapelikan ist in der Paläarktis an Süß- oder Brackwasserseen, Flussdeltas, Lagunen und in Sümpfen zu finden. Zum Brüten werden vegetationsreiche Gewässerabschnitte wie beispielsweise ausgedehnte Röhrichtflächen benötigt; die Nahrungssuche findet hingegen auf großen, offenen Wasserflächen mit warmen, seichten Bereichen statt. Im Unterschied zum Krauskopfpelikan werden ausgedehnte, flache Sümpfe bevorzugt und Gebirgsseen gemieden. Die sehr großen Kolonien finden sich vorwiegend an Mündungen großer Flüsse wie beispielsweise dem Donaudelta. Außerhalb der Brutzeit hält sich die Art auch an ruhigen Bereichen der Meeresküste auf.
In Afrika kommt der Rosapelikan an Alkali- und Süßwasserseen vor, brütet aber auch an Meeresinseln und Steilfelsen. So besiedelt er im Bereich der Banc d’Arguin in Mauretanien flache Küsteninseln, in Westafrika Inselberge, die auch sehr weit von den Nahrungsgewässern entfernt sein können. Teilweise werden dabei tägliche Pendelflüge von mehreren hundert Kilometern in Kauf genommen wie beispielsweise zwischen den Brutplätzen in Mogode im Norden Kameruns und dem fast 300 km entfernten Tschadsee.
Die Verbreitung beschränkt sich meist auf die Ebenen. Lokal findet man die Art aber auch in höheren Lagen, wie beispielsweise bis in 1372 m Höhe in Nepal.

## Ernährung
Die Nahrung besteht ganz vorwiegend aus Fischen, deren Gewicht meist zwischen 300 und 600 g liegt. Der tägliche Nahrungsbedarf liegt im Schnitt bei 900 bis 1200 g. In Europa werden Karpfen bevorzugt. In China wurden Meeräschen und in Indien Perlmuttkärpflinge (Aphanius dispar) als Nahrung festgestellt. In Afrika ernährt sich die Art überwiegend von Buntbarschen der Gattungen Tilapia und Haplochromis. An der Walvis Bay in Namibia wurde beobachtet, dass noch nicht flügge, junge Rosapelikane Eier und Jungvögel der Kapscharbe fraßen.
Charakteristischerweise fischen Rosapelikane in Gruppen, wobei der große Schnabel mit dem Kehlsack wie ein Kescher eingesetzt wird. Gelegentlich ist die Art aber auch einzeln bei der Nahrungssuche anzutreffen.

## Fortpflanzung

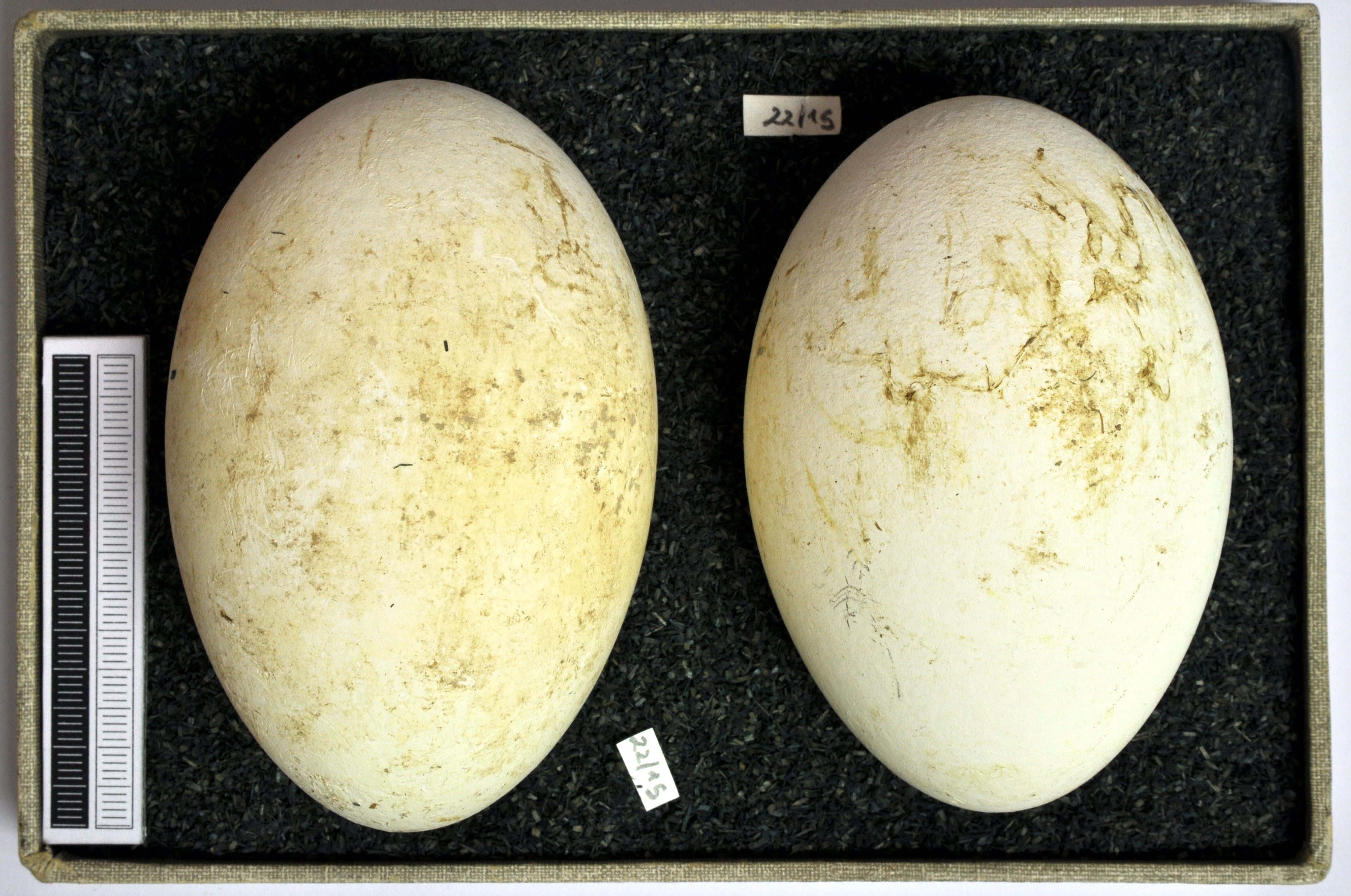
Eier des Rosapelikans

Rosapelikane werden im Alter von drei bis vier Jahren geschlechtsreif. Die Art führt wahrscheinlich eine monogame Saisonehe. Die Brutzeit liegt in der Gemäßigten Zone im Frühjahr. In Südosteuropa sind Vollgelege zwischen Mitte April und Ende Juni zu finden. In Indien beginnt die Brutsaison zwischen Februar und April. In Afrika können das ganze Jahr über Bruten stattfinden.
Rosapelikane brüten meist in großen Kolonien, die hunderte oder sogar tausende Paare umfassen können. Sie nisten am Boden. Je nach Brutplatz kann sich das Nest im Röhricht, auf schwimmenden Pflanzenteppichen, auf Sand, Kies oder Felsen befinden. Oft besteht es nur aus einer Mulde oder dem nackten Boden, bisweilen aus wenigen Zweigen oder Schilfhalmen und manchmal kann es sich auch um einen hohen Nesthaufen aus Pflanzenteilen handeln. Das Gelege umfasst zwei, seltener ein oder drei lang ovale Eier, die von einer gelblichweißen Kalkschicht überzögen sind und durchschnittlich etwa 94 × 59 mm messen. Sie werden von beiden Eltern zwischen 29 und 36 Tagen bebrütet.
Die Jungen werden von beiden Partnern gehudert und gefüttert. Am Anfang wird die Nahrung noch als vorverdauter Brei auf den Boden gewürgt, später holen sie sich die Jungen aus dem Schlund der Altvögel. Beim Bettelverhalten spielt der rote Nagel am Schnabel eine Rolle bei der Orientierung der Nestlinge. Im Alter von 20 bis 25 Tagen sammeln sich die Jungen in kleinen Gruppen, in denen die Eltern wohl nicht nur die eigenen Jungen füttern. Das Zusammendrängen in der Gruppe dient vermutlich dem Schutz vor Temperaturextremen. Im Alter von 65 bis 75 Tagen werden die Jungen flügge.
Der durchschnittliche Bruterfolg liegt etwa bei 0,64 Jungen pro Brutversuch.

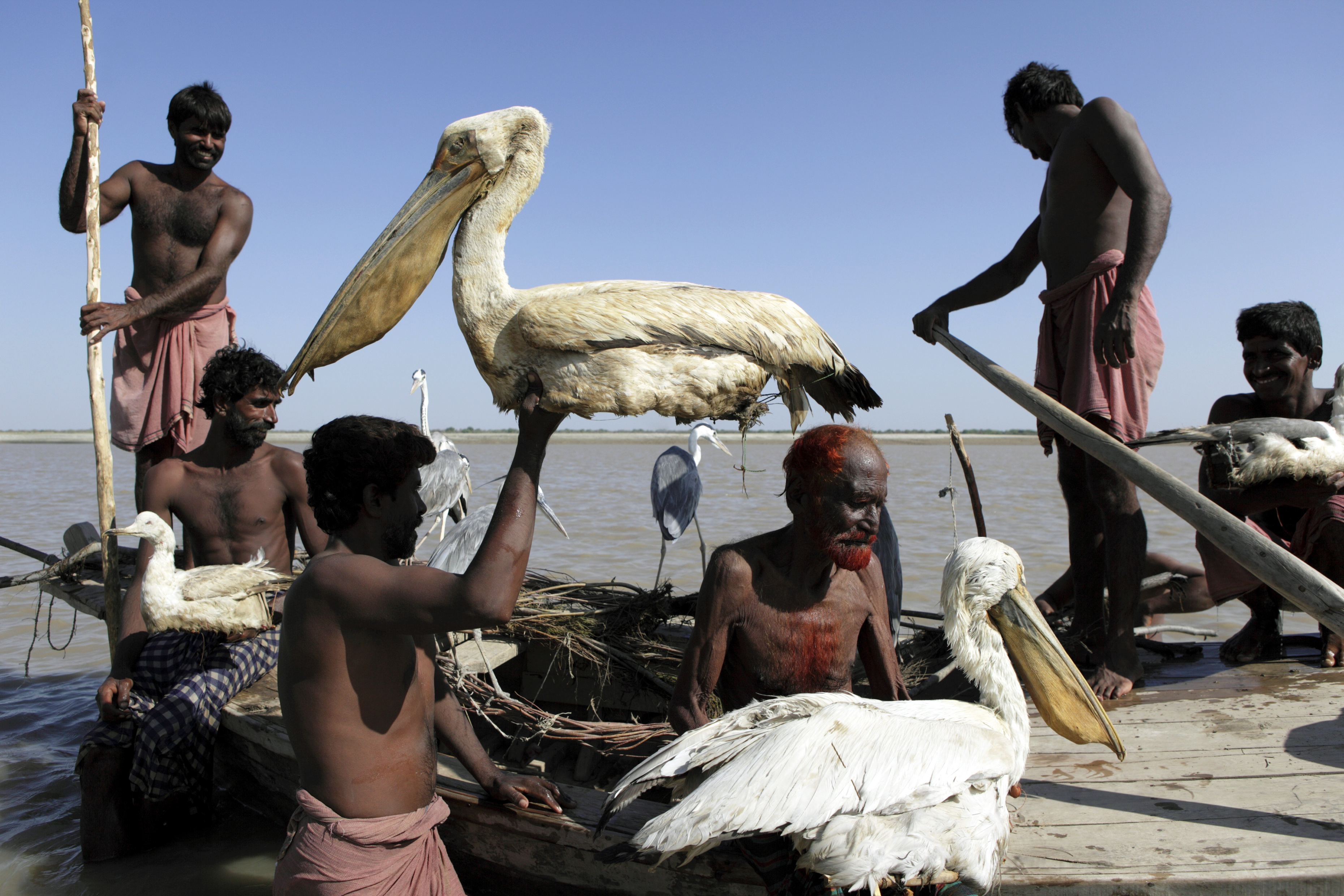
Fischer am unteren Indus in Pakistan mit Bälgen von Pelikanen (oben Rosa-, unten Krauskopfpelikan), die sie zum Erbeuten anderer Wasservögel nutzen.

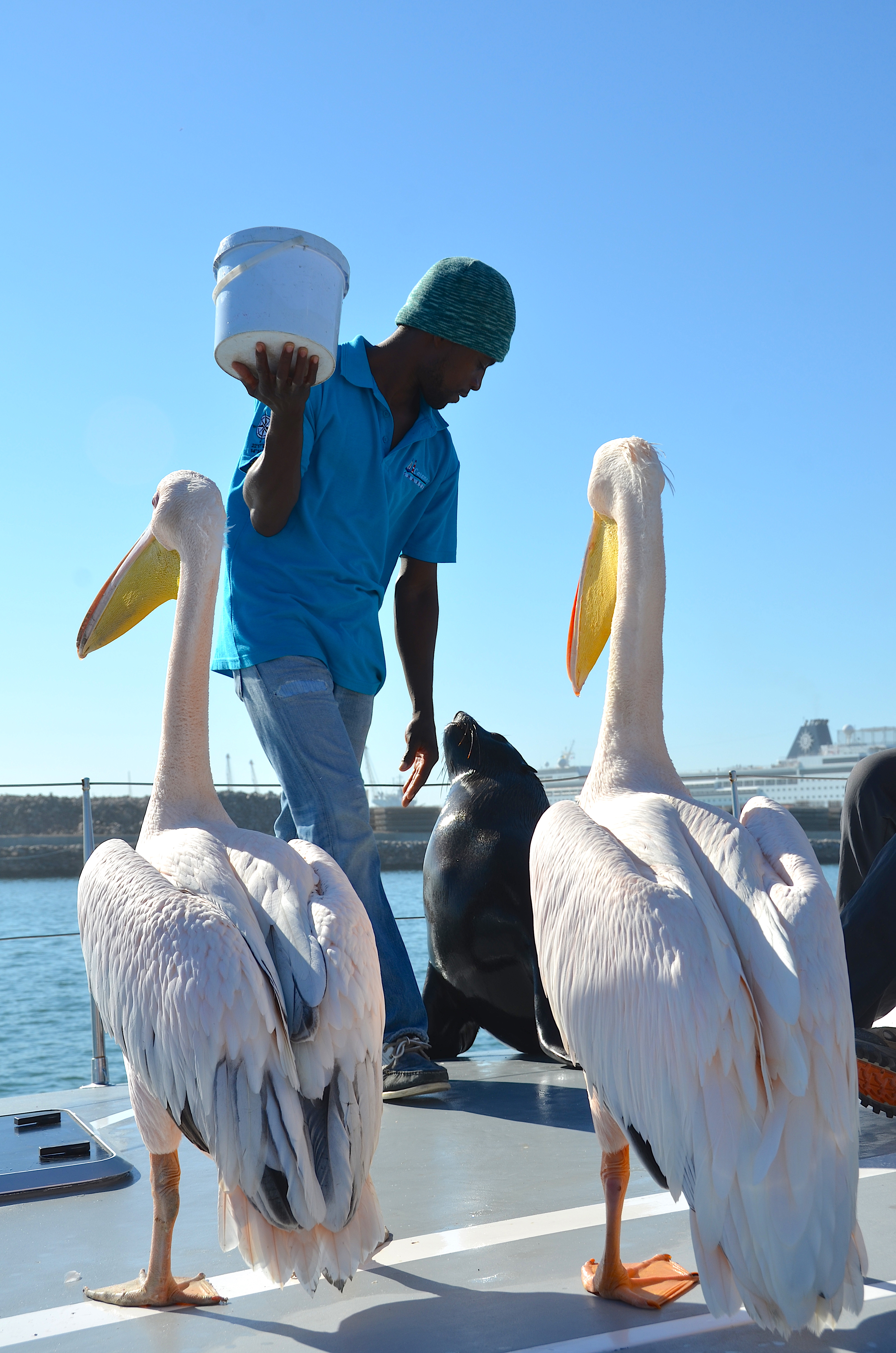
Rosapelikane als Touristenattraktion in Walvis Bay, Namibia

## Pelikan und Mensch
Pelikane wurden auf verschiedene Art genutzt. So wurde beispielsweise in Südosteuropa die Haut der Kehlsäcke zur Herstellung von Tabaksbeuteln und Futteralen genutzt. In Indien wurde das Fett von Jungvögeln als Öl gegen Rheumatismus eingesetzt. In Pakistan fertigen Fischer aus Bälgen von Pelikanen Lockvögel oder Kopfbedeckungen, unter denen sie sich verstecken, um sich anderen Wasservögel zu nähern, diese an den Beinen unter Wasser zu ziehen und sie dann zu essen oder weiterzuverkaufen.

## Einzelbelege
1. 1 2 3 4 5 6  Elliott u. a. (2015), Abschnitt „Descriptive Notes“, siehe Literatur
2. ↑  Piotr Ćwiertnia, Adam Wysocki, Kamila Kamińska, Zbigniew Kwieciński, Honorata Kwiecińska: Sexing of eastern white pelican (Pelecanus onocrotalus) based on biometric measurements. Zoo Poznań (PDF)
3. 1 2 3  Glutz von Blotzheim, S. 282, siehe Literatur
4. ↑  L. Svensson, P. J. Grant, K. Mularney, D. Zetterström: Der Kosmos Vogelführer: Alle Arten Europas, Nordafrikas und Vorderasiens. Franckh-Kosmos Verlag, Stuttgart 2011, ISBN 978-3-440-12384-3.
5. 1 2 3 4 5  Brown/Urban (1969), siehe Literatur
6. ↑  Species Fact Sheet, Avian Scientific Advisory Group, abgerufen am 13. Januar 2015.
7. 1 2 3  Glutz von Blotzheim, S. 281f, siehe Literatur
8. ↑  Andrew Elliott, Arnau Bonan: Pelicans. Abschnitt Voice. In: J. del Hoyo, A. Elliott, J. Sargatal, A. D. Christie, E. de Juana (Hrsg.): Handbook of the Birds of the World Alive. Lynx Edicions, Barcelona 2016.
9. ↑  278381-Pelecanus onocrotalus. xeno-canto.org, abgerufen am 13. Oktober 2019.
10. ↑  Elliott u. a. (2015), Abschnitt „Voice“, siehe Literatur
11. ↑  Glutz von Blotzheim, S. 283, siehe Literatur
12. ↑  133239-Pelecanus onocrotalus. xeno-canto.org, abgerufen am 13. Oktober 2019.
13. ↑  Richard Grimmett, arol Inskipp, Tim Inskipp: Birds of the Indian Subcontinent. Bloomsbury Publishing, 2012, ISBN 978-1-4081-2763-6, S. 90.
14. 1 2 3 4 5 6  Elliott u. a. (2015), Abschnitt „Status and conservation“, siehe Literatur
15. 1 2 3 4 5 6  Catsadorakis et al. (2015), S. 122, siehe Literatur
16. ↑  BirdLife International: Danube Delta. Abgerufen am 17. Januar 2022.
17. ↑  BirdLife International: Yagorlyts'ka and Tendrivs'ka Bays. Abgerufen am 17. Januar 2022.
18. ↑  BirdLife International: Islands in the western part of Lake Manych-Gudilo. Abgerufen am 17. Januar 2022.
19. ↑  BirdLife International: Ili River Delta. Abgerufen am 17. Januar 2022.
20. ↑  BirdLife International: Irgiz-Turgay Lakes. Abgerufen am 17. Januar 2022.
21. ↑  BirdLife International: Naurzum State Nature Reserve. Abgerufen am 17. Januar 2022.
22. ↑  BirdLife International: Sarykopa Lake System. Abgerufen am 25. Januar 2022.
23. ↑  BirdLife International: Teniz-Karakamys Lakes. Abgerufen am 17. Januar 2022.
24. ↑  Birds of Kazakhstan. Great White Pelican (Pelecanus onocrotalus), abgerufen am 12. Januar 2016.
25. ↑  BirdLife International: Shoshkaly Lake System. Abgerufen am 25. Januar 2022.
26. ↑  BirdLife International: Lesser Aral Sea. Abgerufen am 25. Januar 2022.
27. ↑  BirdLife International: Zholdyrbas Lake. Abgerufen am 25. Januar 2022.
28. ↑  BirdLife International: Sarygamysh. Abgerufen am 25. Januar 2022.
29. ↑  BirdLife International: Seyfe Lake. Abgerufen am 25. Januar 2022.
30. ↑  BirdLife International: Tuz Lake. Abgerufen am 25. Januar 2022.
31. ↑  BirdLife International: Aktaş Lake. Abgerufen am 25. Januar 2022.
32. ↑  BirdLife International: Lake Uromiyeh. Abgerufen am 25. Januar 2022.
33. ↑  BirdLife International: Lake Nakuru National Park. Abgerufen am 25. Januar 2022.
34. ↑  BirdLife International: Lake Ngami. Abgerufen am 25. Januar 2022.
35. ↑  BirdLife International: Makgadikgadi Pans. Abgerufen am 25. Januar 2022.
36. ↑  BirdLife International: Etosha National Park. Abgerufen am 25. Januar 2022.
37. ↑  BirdLife International: Aftout es Sâheli. Abgerufen am 25. Januar 2022.
38. ↑  BirdLife International: Banc d'Arguin National Park. Abgerufen am 25. Januar 2022.
39. ↑  BirdLife International: Djoudj wetlands. Abgerufen am 25. Januar 2022.
40. ↑  Kalissaye Avifaunal Reserve
41. ↑  BirdLife International: Lake St Lucia and Mkuze Swamps. Abgerufen am 25. Januar 2022.
42. ↑  BirdLife International: Dassen Island. Abgerufen am 25. Januar 2022.
43. ↑  BirdLife International: Walvis Bay. Abgerufen am 25. Januar 2022.
44. 1 2 3 4  Elliott u. a. (2015), Abschnitt „Movements“, siehe Literatur
45. 1 2  Andrew Elliott, Arnau Bonan: Pelicans. Abschnitt Movements. In: J. del Hoyo, A. Elliott, J. Sargatal, A. D. Christie, E. de Juana (Hrsg.): Handbook of the Birds of the World Alive. Lynx Edicions, Barcelona 2016.
46. ↑  F. Jiguet, A. Doxa, A. Robert: The origin of out-of-range pelicans in Europe: wild bird dispersal or zoo escapes? In: Ibis. Volume 150, Issue 3, Juli 2008, S. 606–618, doi:10.1111/j.1474-919X.2008.00830.x
47. 1 2 3  Elliott u. a. (2015), Abschnitt „Habitat“, siehe Literatur
48. 1 2  Glutz von Blotzheim, S. 285, siehe Literatur
49. 1 2  Elliott u. a. (2015), Abschnitt „Food and feeding“, siehe Literatur
50. ↑  Hans-Günther Bauer, Einhard Bezzel, Wolfgang Fiedler (Hrsg.): Das Kompendium der Vögel Mitteleuropas. Aula-Verlag, Wiebelsheim 2012, ISBN 978-3-89104-758-3, S. 227 f.
51. 1 2 3 4  Elliott u. a. (2015), Abschnitt „Movements“, siehe Literatur
52. 1 2 3 4 5  Glutz von Blotzheim, S. 285f, siehe Literatur
53. ↑  Andrew Elliott, Arnau Bonan: Pelicans. Abschnitt Relationship with Man. In: J. del Hoyo, A. Elliott, J. Sargatal, A. D. Christie, E. de Juana (Hrsg.): Handbook of the Birds of the World Alive. Lynx Edicions, Barcelona 2016.